# Ibn Muljam

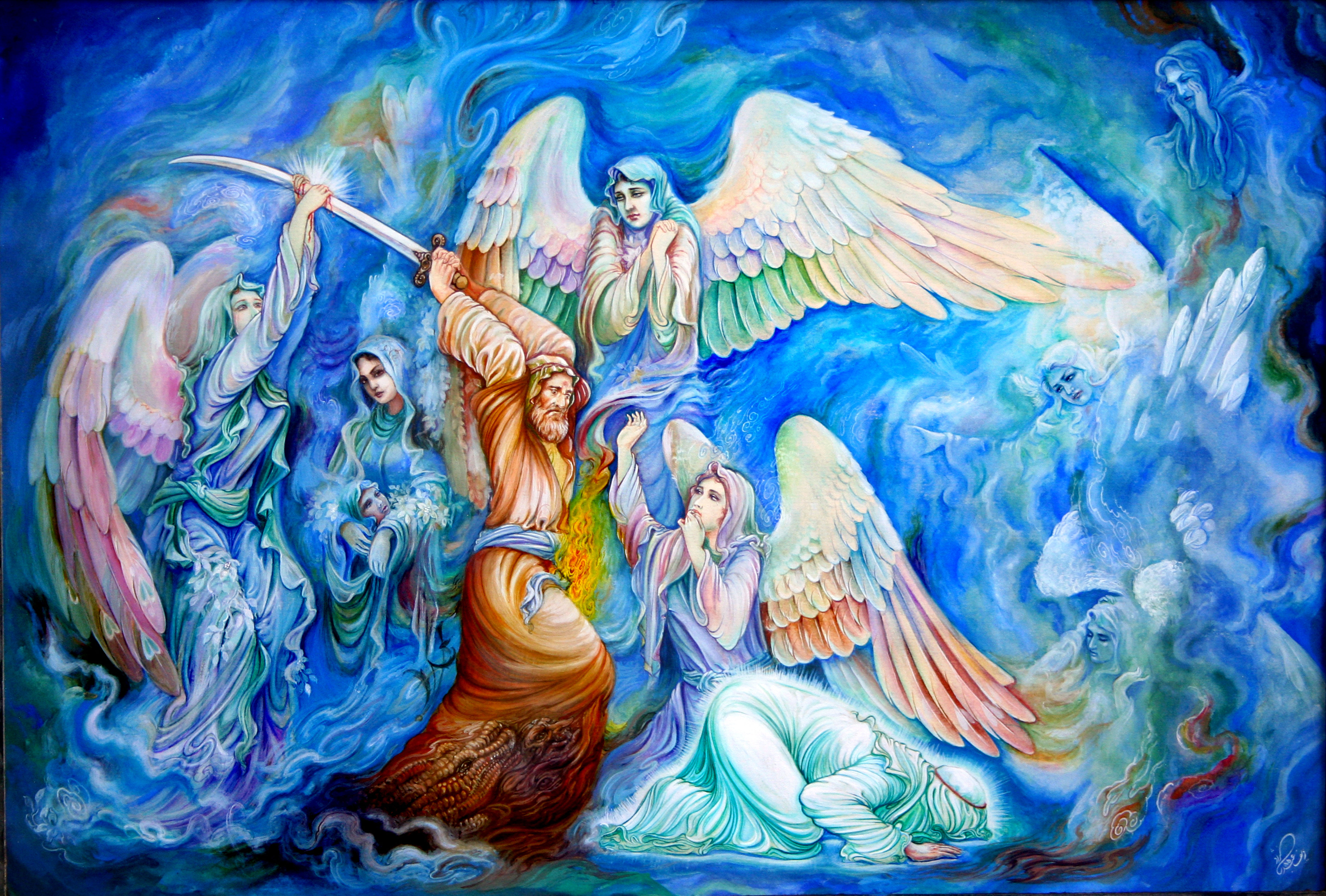
Martirio di Ali ibn AbI Talib - Dipinto di: Yousef Abdinejad

Il kharigita ʿAbd al-Rahmān ibn Muljam (in arabo عبد الرحمن بن ملجم‎?) è ricordato come l'assassino del quarto Califfo ʿAlī b. Abī Ṭālib, cugino e genero del profeta Muhammad.
I fatti che portarono all'aggressione e all'uccisione di ʿAli, sorpreso dalla lama avvelenata di Ibn Muljam nella moschea della città irachena di Kufa durante il mese di Ramadan, nell'anno 40 dell'Egira (28 febbraio 661), sono spesso narrati con l'aggiunta di dettagli che mirano per un verso ad esaltare la nobiltà d'animo della vittima e per un altro a sottolineare la viltà del suo uccisore, il che rende estremamente difficile risalire a una ricostruzione storica attendibile degli eventi.
Secondo quanto riporta lo storico al-Tabarī nella sua opera annalistica chiamata Taʾrīkh al-rusul wa al-mulūk ʿAbd al-Rahmān ibn Muljam al-Murādī, un egiziano dei Banū Jabala dei Kinda, un ḥalīf (confederato) di tale tribù, si sarebbe impegnato ad uccidere l'allora Califfo ʿAlī b. Abī Ṭālib in seguito al sanguinoso epilogo della battaglia di Nahrawàn, teatro del massacro di molti kharigiti. 

Insieme ad al-Burāq ibn ʿAbd Allāh e ad ʿAmr ibn Bakr al-Tamīmī, infatti, decise di compiere un gesto clamoroso che ristabilisse ai suoi occhi l'ordine e vendicasse i musulmani della cattiva gestione della comunità islamica operata da quelli che egli considerava "empi governanti". Fu così che i tre giurarono di assassinare rispettivamente ʿAlī b. Abī Ṭālib, Muʿāwiya b. Abī Sufyān e ʿAmr ibn al-ʿĀṣ, 17 giorni dopo l'inizio del mese di Ramadan.
Recatosi a Kufa sulle tracce del quarto Califfo, Ibn Muljam ebbe modo di incontrare alcuni uomini della tribù dei Taym al-Ribàb, intenti a lamentare la perdita di dieci dei loro, uccisi dallo stesso ‘Ali durante la battaglia del canale svoltasi a Nahrawān. Tuttavia l'incontro che più d'ogni altro contribuì a rafforzare i suoi propositi di vendetta sembra essere stato quello avvenuto lo stesso giorno con la giovane e bellissima Qatāmī bint al-Shijna, una fanciulla della tribù dei Taym al-Ribāb.
Pare, infatti, che Ibn Muljam l'avesse chiesta in sposa e che la ragazza, che pure aveva perso il padre ed il fratello a Nahrawān, gli avesse imposto come dono nuziale (mahr ) il pagamento di 3.000 dirham, uno schiavo e una schiava dalla bella voce e, infine, proprio l'uccisione di ʿAlī b. Abī Ṭālib. 

Fu la giovane a mettere in contatto Ibn Muljam con un uomo dei Taym al-Ribāb, di nome Wardān che, insieme ad un certo Shabīb b. Bajara, partecipò attivamente come complice all'assassinio del Califfo.
Le fasi precedenti e quelle immediatamente successive all'attentato sono avvolte da una coltre di informazioni confuse e concitate su cui molto si è ricamato nel corso dei secoli. 

Al-Tabarī racconta che, la sera prima del venerdì in cui fu ucciso ʿAlī, i tre raggiunsero Qatāmi all'interno della moschea (la ragazza stava praticando lì un periodo di ritiro volontario, o muʿtākifa, in occasione del Ramadan), si fecero legare intorno al petto della seta ed attesero nascosti dietro la porta attraverso la quale l'indomani sarebbe entrato il Califfo per la preghiera comunitaria del venerdì. 

Giunto il momento, i tre attaccarono ʿAlī, ma solo Ibn Muljam riuscì a colpirlo mirando alla testa, mentre lui stesso, nella concitazione generale e tra le urla dei presenti, finì catturato e ferito ad una gamba per mano di un uomo dei Banū Ḥamdān, conosciuto con la  kunya di Abū Admāʾ.
Ibn Muljam fu, quindi, il solo ad essere bloccato all'interno moschea (Wardān raggiunse la propria abitazione, dove fu ucciso da un parente che aveva appena appreso dell'attentato, mentre Shabīb riuscì a far perdere le proprie tracce) e condotto a casa del Califfo ferito, la cui agonia durò due o tre giorni.
Anche in questo caso i resoconti dell'incontro faccia a faccia fra la vittima e il suo uccisore si colorano di elementi fortemente emotivi.

In alcune ricostruzioni vengono messe in risalto le complicità che portarono al delitto, in altre ancora Ibn Muljam appare come protagonista assoluto della vicenda; talora Ibn Muljam appare come un uomo debole, un vigliacco, talora, invece, si vuole far emergere il ritratto di un lucido fanatico.
In ambienti sciiti, ad esempio, si tende ad enfatizzare il carattere profetico dell'attentato, sottolineando il fatto che Ibn Muljam fosse stato in passato un servitore dello stesso ʿAlī e che quest'ultimo avesse “miracolosamente” previsto la propria morte; il che rende la morte del primo Imàm sciita un martirio non troppo distante per circostanze e pathos dal tradimento di Gesù per mano di Giuda.
Ibn Muljam, infatti, in precedenza, sarebbe stato apostrofato dal quarto Califfo come "l'uomo nelle cui mani era la sua fine" e, ascoltato ciò, egli avrebbe chiesto sconfortato di essere condannato a morte; ma ʿAlī b. Abī Ṭālib, oppostosi con forza ad una simile soluzione, avrebbe risposto che mai avrebbe potuto permettere che fosse incarcerato o fatto uccidere per un crimine che ancora non aveva commesso.
Nel momento del confronto, Ibn Muljam viene dipinto a tratti come un individuo impaurito e tremante che, al cospetto del morente ‘Ali, ammette di non aver subito mai nessun torto dalla sua vittima, a tratti come un uomo crudele, spavaldo o sospettoso che rifiuta la metà del latte offertogli dal Califfo perché convinto che sia stato avvelenato e pronuncia frasi di sfida come «Per 40 mattine ho affilato la mia spada, chiedendo ad Allah di farmi uccidere la peggiore delle sue creature!» oppure, rivolgendosi ad Umm Kulthūm, sua figlia: «Per cosa ti lamenti? Ho comprato questa spada per 1000 dirham e l'ho avvelenata per altri 1000, se la sua lama si fosse abbattuta su tutte le persone di questa città nessuno sarebbe sopravvissuto!».
Fu stabilito, per volere dello stesso Califfo agonizzante, che qualora egli fosse sopravvissuto sarebbe spettato a lui decidere della sorte del proprio assalitore, mentre, nel caso della sua morte, si sarebbe dovuta applicare la legge del taglione ed uccidere l'omicida con un solo colpo di spada, senza ricorrere alla tortura. Così avvenne. Morto ʿAlī, Ibn Muljam fu portato al cospetto del primogenito del califfo, al-Hasan ibn Ali, e malgrado avesse chiesto di essere rilasciato promettendo, in cambio, di uccidere Muʿāwiya ibn Abī Sufyān, fu giustiziato per mano del figlio della sua vittima. Subito dopo i suoi resti furono presi, avvolti in stuoie di paglia e incendiati.